# Ceratogomphus pictus
Ceratogomphus pictus – gatunek ważki z rodziny gadziogłówkowatych (Gomphidae). Występuje w Afryce na południe od równika; stwierdzono go w Botswanie, Demokratycznej Republice Konga, Mozambiku, Namibii, Zimbabwe i RPA.
Imago lata od grudnia do końca kwietnia. Długość ciała 53–54 mm. Długość tylnego skrzydła 29–30 mm.